# Deuxième front uni chinois
Pour des articles plus généraux, voir Histoire de la République de Chine et Guerre sino-japonaise (1937-1945).
 (août 2013).
Si vous disposez d'ouvrages ou d'articles de référence ou si vous connaissez des sites web de qualité traitant du thème abordé ici, merci de compléter l'article en donnant les références utiles à sa vérifiabilité et en les liant à la section « Notes et références ».
Le terme de deuxième front uni chinois désigne la période 1937-1945 de l'histoire de la République de Chine, durant laquelle une trêve fut conclue entre le Kuomintang de Tchang Kaï-chek et le Parti communiste chinois de Mao Zedong, interrompant la longue guerre civile qui les opposait pour lutter ensemble contre l'expansionnisme du Japon Shōwa.

## Contexte
Depuis 1927 et la rupture du premier front uni, le Kuomintang et le Parti communiste chinois s'opposent dans des affrontements armés réguliers. En 1931, l'empire du Japon envahit la Mandchourie et l'annexe de fait, créant le Mandchoukouo. L'attitude japonaise se fait de plus en plus menaçante dans les années suivantes et plusieurs heurts ont lieu avec les troupes chinoises, à Shanghai, aux environs de la Grande Muraille et en Mongolie-Intérieure. En 1935, un gouvernement collaborateur est établi dans le Hebei, le Japon réalisant une annexion de fait de la région. Tchang Kaï-chek concentre néanmoins l'essentiel de ses efforts à la lutte contre les communistes, anéantissant dans le Jiangxi le principal territoire de la République soviétique chinoise, et les contraignant à entamer la longue marche.

## L’alliance de Tchang Kai-chek avec Mao Zedong
En décembre 1936, Zhang Xueliang, jugeant Tchang Kaï-chek trop peu préoccupé par la menace japonaise, le séquestre et entreprend de le convaincre de réaliser un accord avec les communistes. L'accord de Xi'an est signé à la fin du mois. L’Armée rouge chinoise, intégrée à l'Armée nationale révolutionnaire du Kuomintang, forme en son sein la Nouvelle Quatrième armée et la Huitième armée de route. Elle est placée sous le commandement de Zhu De. En contrepartie le Kuomintang reconnaît l’existence légale du Parti communiste.

## Les effets du front uni

### Les nationalistes et les communistes chinois contre les Japonais

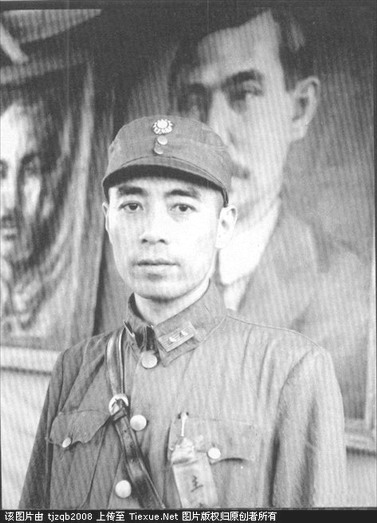
Zhou Enlai en uniforme de l'Armée nationale révolutionnaire, 1937.

Le front uni devient effectif en juillet 1937, avec le début de la guerre ouverte contre le Japon. Le 21 août 1937, le gouvernement chinois et le gouvernement soviétique signent un pacte de non-agression, l'URSS envoyant son aviation militaire participer au conflit, sans déclarer officiellement la guerre au Japon. Le 22 septembre, le Parti communiste chinois publie son manifeste sur l'union avec le Kuomintang, proclamant la dissolution officielle de la République soviétique chinoise.
L'union entre armées nationalistes et communistes est notamment concrétisée par les batailles dans le nord de la Chine. Les troupes communistes, médiocrement équipées, ne sont cependant pas de taille à affronter directement les Japonais, qui repoussent également les troupes nationalistes. Les troupes chinoises unies sont battues à Taiyuan et à nouveau à Xinkou. En septembre 1937, avec la bataille de Pingxingguan, les communistes chinois remportent néanmoins une victoire contre les Japonais. Cela n'empêche pas le Japon de prendre le contrôle du nord du pays, où les communistes poursuivent ensuite des actions de guérilla.

### Stratégies communistes
Mao Zedong préconise de s'en tenir à des actions de guérilla et d'épargner les troupes régulières, tout en profitant du conflit pour consolider la mainmise des communistes sur les territoires qu'ils contrôlent. Selon lui, les forces armées communistes sont encore trop faibles et seule la pratique de la guérilla peut faire émerger une véritable armée de métier, qui sera en mesure de battre les Japonais, et à terme le Kuomintang. En 1940, contre sa volonté, les troupes communistes mènent contre les Japonais une offensive frontale, en utilisant des forces conventionnelles. Les objectifs de l'offensive sont atteints, mais les Japonais sont désormais conscients de la menace militaire concrète posée par les communistes : à partir de la fin 1941, une terrible politique de répression est menée pour réduire la guérilla communiste, causant également de très lourdes pertes parmi la population civile.

### Dissensions entre communistes et nationalistes chinois
Les troupes communistes, théoriquement intégrées à l'armée régulière chinoise, continuent à agir de manière indépendante. Dès janvier 1941, le front uni se fissure quand la Nouvelle Quatrième armée des communistes connaît un affrontement avec les troupes nationalistes.

### Division du territoire chinois
Durant le conflit, le Japon et les gouvernements collaborateurs chinois contrôlent la Chine du Nord, les grands ports et les centres industriels du pays. Le gouvernement du Kuomintang, réfugié à Chongqing dans le Sichuan contrôle une partie de l'ouest du pays. Les communistes occupent une partie du territoire, essentiellement dans des zones rurales désignées sous le nom de « zones libérées ».

## Défaite du Japon
Ni l’armée nationaliste, ni les forces communistes ne vont parvenir à vaincre seuls l'Armée impériale japonaise. La guerre de la Grande Asie orientale s'étend aux nations occidentales à partir de l'attaque de Pearl Harbor et se termine par les bombardements atomiques d'Hiroshima et Nagasaki. Entre le lancement des deux bombes, les Soviétiques déclarent la guerre au Japon et envahissent le nord du pays. La capitulation japonaise est annoncée par l'empereur Hirohito le 15 août 1945.
À la fin du conflit, les communistes contrôlent dans les faits de nombreuses zones du pays, avec une population totale de 96 millions d’habitants, et ont su rallier à eux une partie de la population paysanne. Lors du retrait de Mandchourie de l'Union soviétique, les différentes forces communistes peuvent y réaliser leur jonction, affermissant leur contrôle sur la région.

## Fin du Deuxième front uni

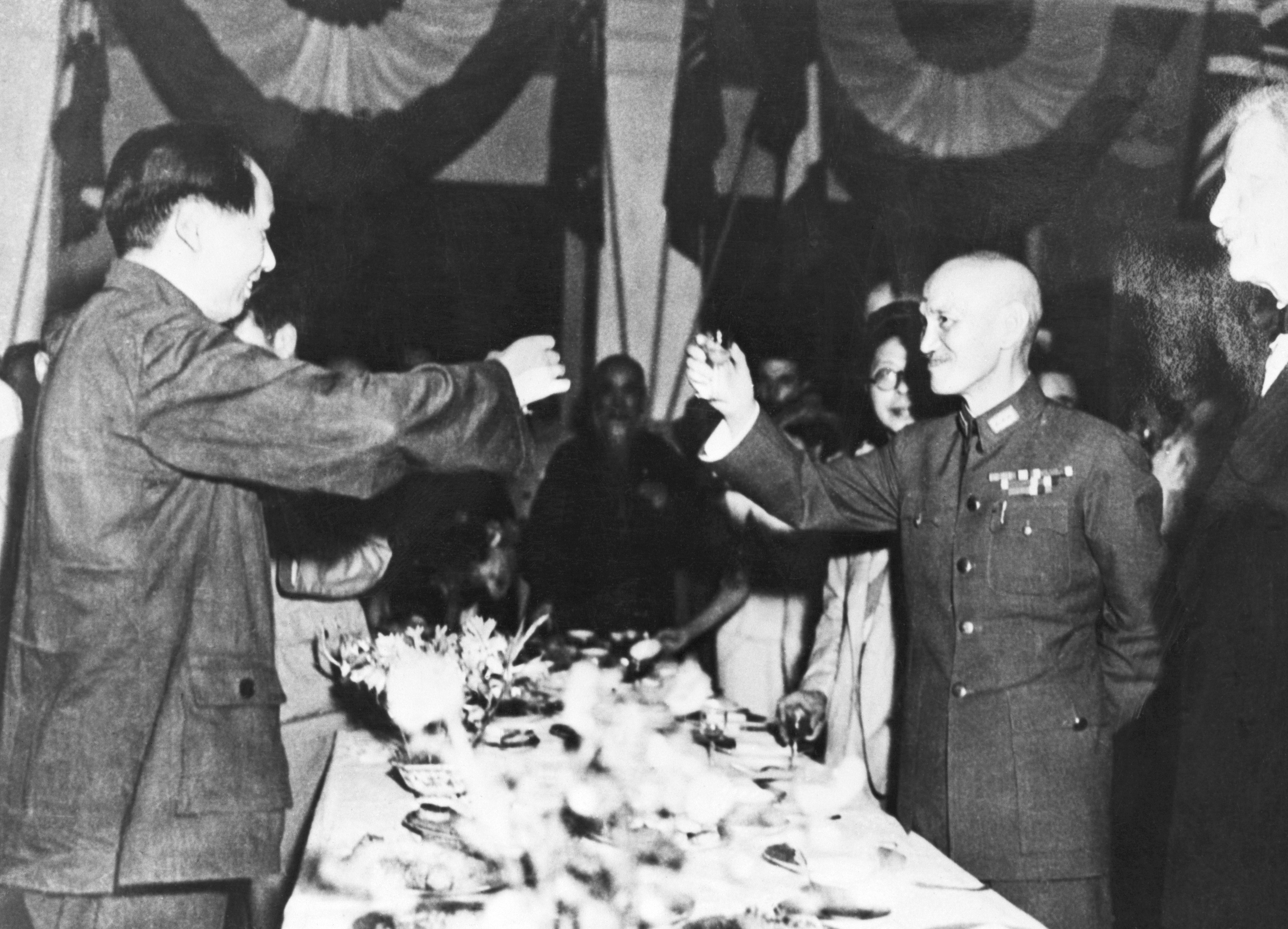
Pourparlers entre Mao Zedong et Tchang Kaï-chek.

Après la fin de la guerre contre les Japonais, la guerre civile reprend. Les troupes nationalistes et communistes s'affrontent dès septembre 1945, alors que Tchang Kaï-chek et Mao Zedong, sur incitation des États-Unis, parlementent à Chongqing à propos d'une éventuelle coalition destinée à rebâtir le pays. Les pourparlers s'achèvent en octobre 1945 sur de simples déclarations de principes. La guerre ouverte recommence dès septembre 1946, pour aboutir à la victoire des communistes et à la proclamation de la République populaire de Chine.
Aucun contact officiel et pacifique n'a plus eu lieu entre les deux partis avant le consensus de 1992, puis l'accord Kuomintang-PCC de 2005.